# 아메르긴 막 에키트
아메르긴 막 에키트(아일랜드어: Amergin mac Eccit)는 아일랜드 신화의 얼스터 대계의 등장인물이다. 울라의 왕 콘코바르 막 네사의 궁정시인이자 전사였으며, 대장장이 에케트 살라크(Eccet Salach)의 아들로 태어났다. 아메르긴은 열네 살이 될 때까지 말을 깨우치지 못하고 스스로 씻지도 못했는데, 어느날 울라의 대시인 아히르네가 에케트에게 하인을 보내 도끼를 주문했다. 거기서 하인은 아메르긴이 난해한 시를 읊는 것을 보고 놀랐고, 주인에게 달려가서 자기가 본 것을 말했다.
아히르네는 아이가 커서 자기 자리를 빼앗을까봐 아이를 죽이려고 했다. 그러나 에케트가 점토로 만든 가짜와 아들을 바꿔치기해 놓았다. 주문한 도끼를 받으러 온 아히르네는 도끼를 들어 점토로 만든 가짜의 머리를 내려치고 도망쳤다. 울라인들은 아히르네의 집으로 몰려가서 에케트에게 보상하라고 강요했고, 아히르네는 아메르긴을 양아들로 받아들이고 그에게 시어법을 가르쳤다. 과연 아메르긴이 장성하자 아히르네의 대시인 자리를 빼앗게 되었다.
아메르긴은 콘코바르 막 네사 왕의 누이인 핀드코엠과 결혼했으며 아내와의 사이에 코날 케르나크를 낳았다. 또 아메르긴은 크루아한 동굴에서 기어나와 사람들을 습격하던 머리 셋 달린 괴물 엘렌 트레헨드를 퇴치했다.